# Icneumonoïdeus
Els icneumonoïdeus (Ichneumonoidea) són una superfamília d'himenòpters del subordre dels apòcrits. Se n'han descrit més de 80.000 espècies.
Charles Darwin va considerar incompatible el cicle de la vida de l'insecte amb la teologia natural, per la forma en què s'alimenta dels hostes i la lentitud amb la qual es desenvolupen els ous. La femella pon els ous a l'interior d'altres insectes únicament quan es troben preparats per a pupar.

## Característiques
Són insectes solitaris i es caracteritzen per ser paràsits de larves i adults d'altres insectes, per bé que alguns ponen els seus ous a la fusta. La seva mida és de 3 mm a 13 cm, algunes femelles tenen un ovipostors extremament llarg, el qual els dona un aspecte amenaçador, però no és capaç de picar. Els membres de la família dels icneumònids són més grans que els de la família dels bracònids. Les dues famílies es diferencien fàcilment per la seva venació alar.
Es consideren controladors biològics d'espècies nocives. Moltes espècies utilitzen Polydnavirus (PDV) perquè en pondre els ous a l'interior de l'hoste el seu sistema immunitari no el reconegui com un agent patogen; hi ha diferents tipus d'aquest virus, Ichnovirus (IV) i Bracovirus (BV).